# Station Walkden
Walkden is een spoorwegstation van National Rail in Walkden, Salford in Engeland. Het station is eigendom van Network Rail en wordt beheerd door Northern Rail. 